# آیدوغموش
آیدوغموش (به معنی زاییده از ماه)، به نظر برخی دیگر به معنای آیی دوغموش یعنی زائیده خرس، و به نظر برخی دیگر آیی بوغموش، یعنی خفه کننده خرس است. در حقیقت اسم رود مشهوری است در چاراویماق که از آبدالار، گویجه قالا، قیزیل قالا قوجا کندی پیر سقا، مرگان و خاتین گونیی و تالیپ سرچشمه گرفته و با پیوستن رود قوچ احمد بزرگتر می‌شود. به نظر می‌رسد وجه تسمیه روستا، به خاطر جریان رود مذکور از آن باشد، و اینکه چرا این رود را آیدوغموش می‌گویند. شاید به این دلیل باشد که رودخانه مذکور زیستگاه و شاید خاستگاه خرس باشد اینکه خرسد در آنجا زادو ولد می‌کند و شاید هم به دلیل پرآب بودن رودخانه، به آن آیی بوغموش گویند یعنی آب رودخانه آنقدر زیاد و با دبی بالاست که خرس را خفه می‌کند. آنچه که مسلم بوده این است که در این رودخانه خرس نسبتاً زیاد است، لذا وجه تسمیه زیستگاه و خاستگاه بودن برای خرس را تقویت می‌کند.
یکی از روستاهای استان آذربایجان شرقی است که در دهستان چاراویماق جنوب شرقی بخش شادیان شهرستان چاراویماق واقع شده است. این روستا ۱۵۵ نفر جمعیت دارد.